# Costo del capitale di debito
Il costo del capitale di debito (cost of debt) anche indicato con Return on debt (ROD) indica l'onerosità del capitale preso a prestito da terzi. 
Indice che evidenzia il costo medio del denaro che l'azienda sostiene per il ricorso a capitale di terzi.
In maniera semplificata si calcola come: 
{\displaystyle ROD={Oneri\ finanziari \over Capitale\ di\ debito}}
In campo finanziario evoluto esso corrisponde al tasso interno di rendimento (IRR) dei flussi attesi legati a tutte le passività onerose aziendali (ivi incluse fee, costi di riscatto, ecc...) secondo la formula di attualizzazione del valore attuale netto (VAN) dei flussi di tali debiti. Ovvero rd è il tasso che rende il VAN nullo
{\displaystyle 0=-{D_{o}}+\sum _{k=1}^{n}{\frac {{Interessi_{k}}+{Rata_{k}}+{Oneri_{k}}}{(1+{r_{d}})^{k}}}}
Dove:	
- k: scadenze temporali;
- Do: ammontare nominale del debito al tempo 0;
- Interessik: interessi per cassa corrisposti al tempo k;
- Ratak: quota di debito reimborsata al tempo k;
- Onerik: costi accessori del debito (commissione massimo scoperto, riscatti, costi di pratica etc pagati al tempo k);
- {\displaystyle {\frac {1}{(1+{r_{D}})^{k}}}}: fattore di attualizzazione al tempo k

In un'ottica di valutazione aziendale secondo il Capital asset pricing model (CAPM), occorre stimare anche la componente di scudo fiscale legata alla deducibilità fiscale degli interessi.